# William Bent Berczy
Pour les articles homonymes, voir Berczy.
 (septembre 2018).
Si vous disposez d'ouvrages ou d'articles de référence ou si vous connaissez des sites web de qualité traitant du thème abordé ici, merci de compléter l'article en donnant les références utiles à sa vérifiabilité et en les liant à la section « Notes et références ».
William Bent Berczy (6 janvier 1791 – 9 décembre 1873) était un agriculteur, peintre et figure politique du Haut-Canada.

## Biographie
Il est né à Londres en Angleterre en 1791, le fils de William Berczy et Jeanne-Charlotte Allamand ; il arrive à York (Toronto) avec sa famille en 1794. Il grandit à York (1794-1798, 1802-1804), Montréal (1798-1802, 1804-1812) et Québec (1804-1812), en fonction des postes de son père.
Il a servi dans le au cours de la guerre de 1812 et a été à la bataille de la ferme Crysler. De 1818 à 1832, il vit plus ou moins à sa propriété près de Sandwich (Windsor), où il cultive le tabac.
De 1828 à 1834, il a représenté le Kent à l'Assemblée Législative du Haut-Canada 9e au 11e parlement. Bien que représentant de Kent, Berczy réside principalement à York lors des séances législatives ou au Bas-Canada après 1832.
En 1832, il s'installe à Sainte-Mélanie-d'Ailleboust sur la propriété de sa femme, Louise-Amélie Panet (épousée en 1819), qui avait hérité de son père, seigneur de Pierre-Louis Panet. Berczy était lieutenant-colonel dans le Bas-Canada avec le 8e Military District, une unité de la Milice canadienne basée à Berthierville de 1845 à 1863, atteignant le grade de colonel.
Il est mort sans descendance à Sainte-Mélanie-d'Ailleboust en 1873, après sa femme en 1863 et son frère Charles Albert Berczy (en) en 1858. Il est enterré au cimetière anglican de Saint-Ambroise-de-Kildare.

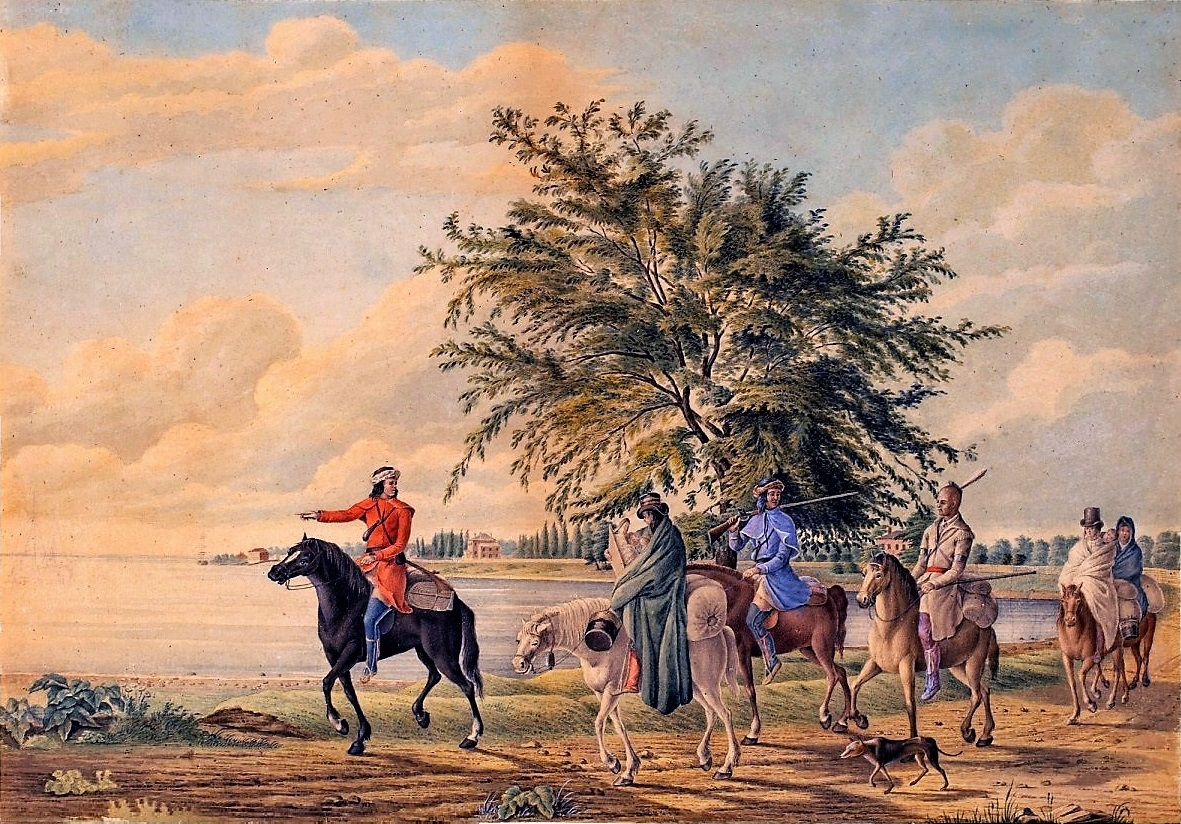
Huron Indians leaving residence near Amherstburg (aquarelle sur mine de plomb sur papier vélin, 30,1 x 43,1 cm).

Comme son père, il était peintre. Deux tableaux de Berczy sont exposés au Musée des beaux-arts du Canada, Huron Indians leaving residence near Amherstburg (Hurons quittant leur camp près d'Amherstburg) et Blessing of the Fields (La Bénédiction des champs).